# 31 décembre 1845
Le 31 décembre 1845 est le 365e jour de l'année 1845 du calendrier grégorien. Il s'agit d'un mercredi. 

## Événements
- Le pianiste et compositeur Franz Liszt donne un concert à Rennes dans la salle de l'Hôtel de ville[1]. Environ quatre cents personnes assistent à cette représentation, où Franz Liszt interprète un programme composé de transcriptions (de l'Ouverture de Guillaume Tell de Rossini) et de morceaux de bravoure à succès (le Grand galop chromatique)[2]. D'après le Journal de Rennes, « L'auditoire était vraiment transporté. On changeait de place pour mieux entendre. On montait sur les chaises et sur les banquettes. Le public rennais, d'ordinaire si froid, avait changé de nature »[2]. Un second concert devait suivre le 1er janvier, mais a été finalement annulé[1]. En 2011, à l'occasion du bicentenaire de Liszt, une plaque est apposée en mémoire du concert dans l'Opéra de Rennes[2].
- Un groupe d’avocats, de médecins, d’ingénieurs et d’officiers fouriéristes de Lyon et de Franche-Comté fondent une colonie socialiste utopique à Saint-Denis du Sig, en Algérie : l’Union Agricole d’Afrique.
- Une ordonnance royale complétant une précédente ordonnance du 9 novembre établit des consistoires juifs en Algérie[3].

## Naissances
- Eugene William Oates († 19 novembre 1911), naturaliste britannique.
- Carl Grünzweig (de) († 9 juillet 1913), chimiste, industriel, maire de Ludwigshafen.